# کوکوی بلوطی نواری
کوکوی بلوطی نواری (نام علمی: Cacomantis sonneratii) گونه‌ای از کوکوهای کوچک است که در شبه‌قاره هند و جنوب شرق آسیا یافت می‌شود. آنها مانند دیگر اعضای این جنس دارای سوراخ‌های بینی گرد هستند. آنها معمولاً در مناطق پردرخت و عمدتاً در تپه‌های پایینی دیده می‌شوند. نرها در طول فصل زادآوری از شاخه‌های در معرض دید آواز می‌خوانند که می‌تواند بستگی به منطقه متفاوت باشد. آن‌ها هم در صداهایشان و هم پرهایشان با ظاهر ابروهای سفید و روتنه حنایی با نوارهای تیره معمولی و زیرتنه سفیدرنگ با راه‌راه ریز متمایز هستند.

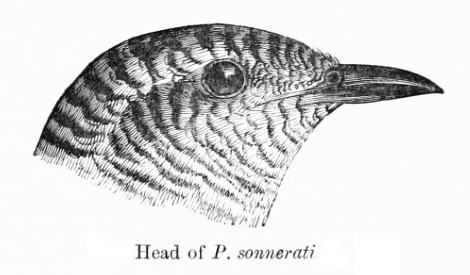
الگوی سر